# Calçotada

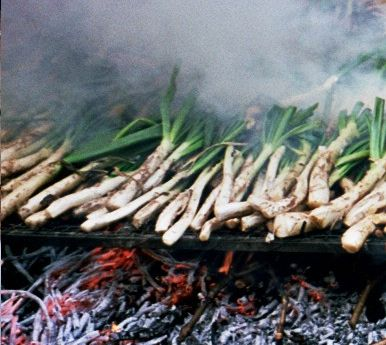
Calçots en train de cuire sur le feu pendant une calçotada.

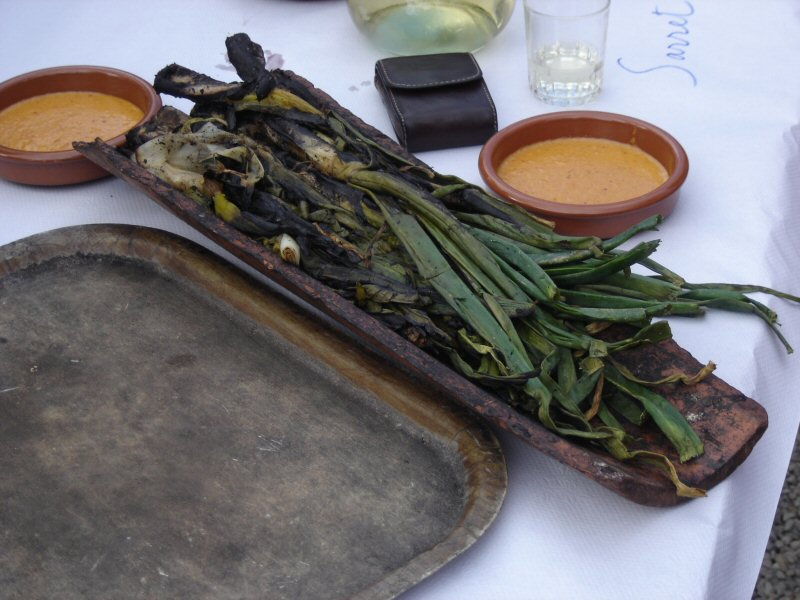
Calçots et leur sauce.

La calçotada est la façon traditionnelle de manger les calçots, en Catalogne et en Roussillon. Semblable à une cive ou un poireau, un calçot est une sorte d’oignon cultivée exclusivement au Sud de la Catalogne et née dans la ville de Valls au tournant du siècle. C'est une fête conviviale qui se déroule entre proches et se fait au début de l'année, d'habitude à la fin de janvier bien que la saison continue jusqu'à fin mars ou début avril. Le dernier dimanche de janvier, on peut également se rendre à la Gran Festa de la Calçotada à Valls, berceau des calçots.

## Description
Aux calçotades, on ne mange que des calçots (environ une ou deux dizaines par personne) avec leur sauce. On déguste avant un petit apéritif avec des chips, des olives, salades, etc., pendant la cuisson des calçots. On profite des braises qui restent pour cuire de la viande (des côtelettes de porc et de mouton, du lapin, du poulet, de la ventrèche, etc.) et des tranches de pain de campagne grillé. Les boissons typiques sont le vin rouge et le cava (vin mousseux catalan, justement de la région des calçots).

## Préparation
La calçotada est une sorte de barbecue destiné à ces oignons. Couper les bouts verts des feuilles trop longues. Ne pas laver les calçots. Les poser en une seule couche sur une grille, directement sur les flammes, feu traditionnellement fait avec des ceps de vigne. Une fois qu'ils sont cuits, on enveloppe les calçots par dizaines dans du papier journal. Ils sont servis dans le papier, à table. Ils sont ensuite offerts sur une tuile en terre cuite pour rester chauds. On les déguste avec de la sauce pour les calçots la salvitxada ou la sauce romesco, une sauce faite d'amandes et de pignons de pin grillés, de tomates et d’huile d’olive, accompagnée de vin dans un porró.
Les calçots se mangent avec les mains. Il faut d'abord enlever d'un coup sec les feuilles extérieures carbonisées, puis prendre le calçot par son bout vert et le tremper dans la sauce, ensuite le porter directement à la bouche.
Selon la tradition, on utilise également de grands bavoirs, parfois en papier, qu'on se noue autour du cou.